# Myrmecophila brysiana
Myrmecophila brysiana là một loài thực vật có hoa trong họ Lan. Loài này được (Lem.) G.C.Kenn. mô tả khoa học đầu tiên năm 1979.